# Asta Vrečko
Asta Vrečko, slovenska umetnostna zgodovinarka in političarka; * 13. avgust 1984, Celje.
Je aktualna ministrica za kulturo Republike Slovenije. Po rodu iz Šentjurja, se je izobraževala v Celju, v Ljubljani pa študirala umetnostno zgodovino. Leta 2014 je doktorirala na temo jugoslovanske umetnosti v 20. stoletju. Poleg delovanja na kulturnem, predvsem likovnem področju, se ukvarja tudi s politiko. Bila je med soustanovitelji Iniciative za demokratični socializem, kasneje pa tudi mestna svetnica stranke Levica. 1. junija 2022 je bila v kvoti Levice imenovana na mesto ministrice za kulturo Republike Slovenije.
Septembra 2023 je bila izvoljena za novo koordinatorico stranke Levica.

## Mladost in izobraževanje
Rodila se je v Celju, odraščala pa v Šentjurju. Maturirala je na Gimnaziji Lava Šolskega centra Celje. Diplomirala je iz umetnostne zgodovine in se na Pedagoški fakulteti Univerze v Ljubljani zaposlila kot mlada raziskovalka na oddelku za likovno pedagogiko. Kasneje se je kot docentka zaposlila na oddelku za umetnostno zgodovino Filozofske fakultete Univerze v Ljubljani in tam leta 2014 tudi doktorirala. Njena področja raziskovanja so slovenska in jugoslovanska umetnost v 20. stoletju, s poudarkom na študiju in organizaciji umetnikov, zgodovini razstavljanja in kulturni politiki v obdobju obeh Jugoslavij ter taboriščni umetnosti.
Deluje tudi kot sodelavka v Galeriji Božidar Jakac na Kostanjevici na Krki in tudi kot zunanja sodelavka Akademije za likovno umetnost in oblikovanje v Ljubljani. Je tudi kot kustosinja in je soavtorica več projektov, razstav in katalogov.

## Politika
Dolga leta se je ukvarjala z aktivizmom. Bila je članica Delavsko-punkerske univerze, leta 2014 pa soustanovila Iniciativo za demokratični socializem, ki je bila nato del Združene levice. Danes je članica stranke Levica. Na lokalnih volitvah leta 2018 je bila izvoljena na mesto mestne svetnice v Mestni občini Ljubljana, kjer je ena od treh svetnikov Levice. Leta 2021 je bila izbrana za namestnico koordinatorja stranke. Za stranko je nastopila na državnozborskih volitvah leta 2022 in v okraju Ljubljana Šiška 1 osvojila 1.074 glasov oz. 10,49 odstotkov glasov, a ni bila izvoljena za poslanko.

### Ministrica za kulturo
Ko je Levica vstopila v koalicijska pogajanja z Gibanjem Svoboda in Socialnimi demokrati, se je Asto Vrečko začelo omenjati kot bodočo ministrico za kulturo. Pred pristojnim državnozborskim odborom je bila zaslišana 31. maja 2022. Mandat je nastopila 1. junija 2022.
Med ukrepi v mandatu ministrice Aste Vrečko je bila združitev Muzeja novejše zgodovine Slovenije in Muzeja slovenske osamosvojitve v nov javni zavod oziroma v nov muzej. Muzej osamosvojitve je bil ustanovljen v času 14. vlade Republike Slovenije, prostori pa so mu bili obljubljeni na Poljanski cesti 40. Začasno je delal v vili na Viču. Ministrica Vrečko je ob tem dejala: "Ustanovitev Muzeja slovenske osamosvojitve je bil ideološki projekt prejšnje vlade. Z združitvijo obeh institucij se zasleduje argument strokovne in muzejske javnosti, da se sodobne in novejše zgodovine ne sme ločevati." Ob tem je dejala, da je bil muzej osamosvojitve ustanovljen brez strokovnih podlag. Nov skupni muzej je bil ustanovljen 19. januarja 2023. Stavba na Poljanski cesti je bila že prej namenjena in adaptirana za Arhiv Republike Slovenije.
Na odločitev se je opozicijska Slovenska demokratska stranka odzvala z zahtevo po sklicu izredne seje državnozborskega odbora za kulturo, saj je po njihovo ministrica s tem pokazala podcenjujoč in zavržen odnos do ključnih trenutkov v času nastanka države. Do odločitve ministrice so bili kritični tudi v nekaterih veteranskih organizacijah, protest je izrazilo tudi Združenje za vrednote slovenske osamosvojitve. Zaradi odločitve glede muzeja je Nova Slovenija napovedala tudi interpelacijo zoper Vrečkovo, a so jo kasneje umaknili, saj niso pridobili podpisov poslancev SDS.
Ideološke kritike o kontroverznosti odločitve o ukinitvi samostojnega muzeja osamosvojitve so se znova pojavile, ko se je Asta Vrečko 17. aprila 2023 udeležila proslave ob 86. obletnici ustanovitve Komunistične partije Slovenije na Čebinah, kjer je imela tudi nagovor.

### Koordinatorica Levice
Svet stranke Levica je konec avgusta in v začetku septembra izbiral novo vodstvo stranke. Za mesto koordinatorja se je poleg Mihe Kordiša potegovala še Vrečkova. Po enotedenskem glasovanju je bila 1. septembra 2023 izvoljena za novo koordinatorko stranke.

## Zasebno
Njen partner je Aleksander Sašo Slaček Brlek.